# David Richter (Psychologe)
David Richter ist ein deutscher Psychologe. Er ist Professor für Surveyforschung im Fachbereich Erziehungswissenschaft und Psychologie an der Freien Universität Berlin.

## Wissenschaftlicher Werdegang
David Richter studierte Psychologie an der Freien Universität Berlin. Er promovierte 2009 in Psychologie an der Jacobs University Bremen. Nach einer Anstellung als wissenschaftlicher Mitarbeiterin an der Universität Leipzig und der Otto-Friedrich-Universität Bamberg arbeitete er ab 2011 für das Sozio-oekonomische Panel (SOEP) am Deutschen Institut für Wirtschaftsforschung in Berlin. Richter war am Aufbau des SOEP Innovation Sample beteiligt, in dessen Rahmen er die Erhebung von genetischen Daten mitverantwortet hat. Er war auch Projektleiter der Erweiterung des SOEP um eine Stichprobe von Lesben, Schwulen und Bisexuellen sowie verschiedener Forschungsprojekte zur sexuellen Orientierung und Geschlechtsidentität. Seit 2020 ist Richter Professor für Surveyforschung im Fachbereich Erziehungswissenschaft und Psychologie an der Freien Universität Berlin. Zudem ist er seit 2022 als Direktor am SHARE BERLIN Institute für die Koordination des Survey of Health, Ageing and Retirement in Europe verantwortlich.

## Forschung
David Richter widmet sich in seiner Forschung u. a. den Themen Persönlichkeit, Gesundheit, Wohlbefinden und Datenerhebung als sozialer Prozess.

### Publikationen (Auswahl)
- Koellinger, P. D., Okbay, A., Kweon, H., Schweinert, A., Linnér, R. K., Goebel, J., ... & Hertwig, R. (2023). Cohort profile: Genetic data in the German Socio-Economic Panel Innovation Sample (SOEP-G). Plos one, 18(11), e0294896.
- Josef, A. K., Richter, D., Samanez-Larkin, G. R., Wagner, G. G., Hertwig, R., & Mata, R. (2016). Stability and change in risk-taking propensity across the adult life span. Journal of personality and social psychology, 111(3), 430.
- Richter, D., & Kunzmann, U. (2011). Age differences in three facets of empathy: performance-based evidence. Psychology and aging, 26(1), 60.
- Richter, D., Krämer, M. D., Tang, N. K., Montgomery-Downs, H. E., & Lemola, S. (2019). Long-term effects of pregnancy and childbirth on sleep satisfaction and duration of first-time and experienced mothers and fathers. Sleep, 42(4), zsz015.